# Rhododendron rufohirtum
Rhododendron rufohirtum är en ljungväxtart som beskrevs av Hand.-mazz. Rhododendron rufohirtum ingår i släktet rododendron, och familjen ljungväxter. Inga underarter finns listade i Catalogue of Life.